# Gina Gershon
Gina L. Gershon (* 10. června 1962 Los Angeles, Kalifornie) je americká filmová, televizní a divadelní herečka známá z filmů Koktejl (1988), Showgirls (1995), Past (1996) a Tváří v tvář (1997).

## Životopis
Narodila se v americkém Los Angeles ve státě Kalifornie. Její otec Stan je obchodník a matka Mickey, rozená Koppel, je interiérová dekoratérka. Gershon je Židovka a má bratra Dana a sestru Tracy. Absolvovala střední školu v Beverly Hills, kde byl jejím spolužákem Lenny Kravitz. Po střední škole se přestěhovala do Bostonu, kde studovala na Emerson College.
V roce 2008 přinesl časopis Vanity Fair informaci o jejím románku s bývalým americkým prezidentem Billem Clintonem. To však herečka popřela v televizní show Live with Regis and Kelly 9. června 2008, když řekla: „To je naprosto šílená a odporná lež … potkala jsem ho celkem třikrát při různých událostech. Velmi mě to naštvalo.“

## Kariéra
Z Bostonu se přestěhovala do New Yorku, kde studovala drama a dětskou psychologii na Newyorské univerzitě. Studovala také na newyorské Circle in the Square Professional Theater School, kde spolupracovala s Davidem Mametem a Haroldem Guskinem. Je jednou ze zakládajících členek newyorského divadelního souboru Naked Angels.
Třikrát hrála na Broadwayi, a to coby Sally Bowlesová v novém uvedení hry Cabaret, v novém uvedení Boeing-Boeing a jako Rosie Alvarezová ve hře Bye Bye Birdie.
Mezi její první herecké role patří postava v Camille a The Substance of Fire. Ztvárnila také drobnou roli v hudebním klipu k písni „Hello Again“ rockové skupiny The Cars z roku 1984, kde se objevila po boku Andyho Warhola. Průlom přišel v roce 1986 ve filmu Kráska v růžovém a poté ještě větší ve filmu Koktejl z téhož roku, kde si zahrála po boku Toma Cruise. Hrála také v televizních seriálech, jmenovitě například v seriálu Melroce Place. Za ztvárnění Nancy Sinatrové v životopisné minisérii Sinatra získala uznání kritiků. V roce 1996 se objevila ve filmech Past a Tváří v tvář, kde si zahrála s Johnem Travoltou a Nicolasem Cagem.
Díky svým rolím ve filmech Past (kde hrála lesbu), Kořist rokenrolu a Showgirls je považována za ikonu homosexuálního hnutí. V roce 2004 se umístila na 23. místě v žebříčku 100 nejvíce sexy žen pánského časopisu Maxim.
Její jméno se objevilo i v souvislosti s hudební tvorbou. Na hudební nástroj brumle si například zahrála v písni „I Can't Decide“ z alba Ta-Dah (2006) hudební skupiny Scissor Sisters. Na tentýž nástroj si zahrála i v písni „I Do It For Your Love“ z alba Possibilities vzniklého ze spolupráce Paula Simona a Herbieho Hancocka. V televizi si zahrála v seriálu HBO s názvem Larry, kroť se (kde hraje chasidskou čističku oděvů), dále v seriálu Rescue Me a v dramatickém seriálu Ošklivka Betty. Namluvila rovněž komentář k propagační kampani I Live For It pro Major League Baseball.
Objevila se ve videoklipu k písni „Again“ jejího bývalého spolužáka Lennyho Kravitze. Společně se svým bratrem Dannem jsou autory dětské knížky Camp Creepy Time. Dne 10. září 2008 se objevila ve videu na webu funnyordie.com, ve kterém parodovala republikánskou viceprezidentskou kandidátku Sarah Palinovou. Video se jmenovalo Gina Gershon Strips Down Sarah Palin a následovalo jej ještě video Gina Gershon Does Sarah Palin 2.

## Filmografie

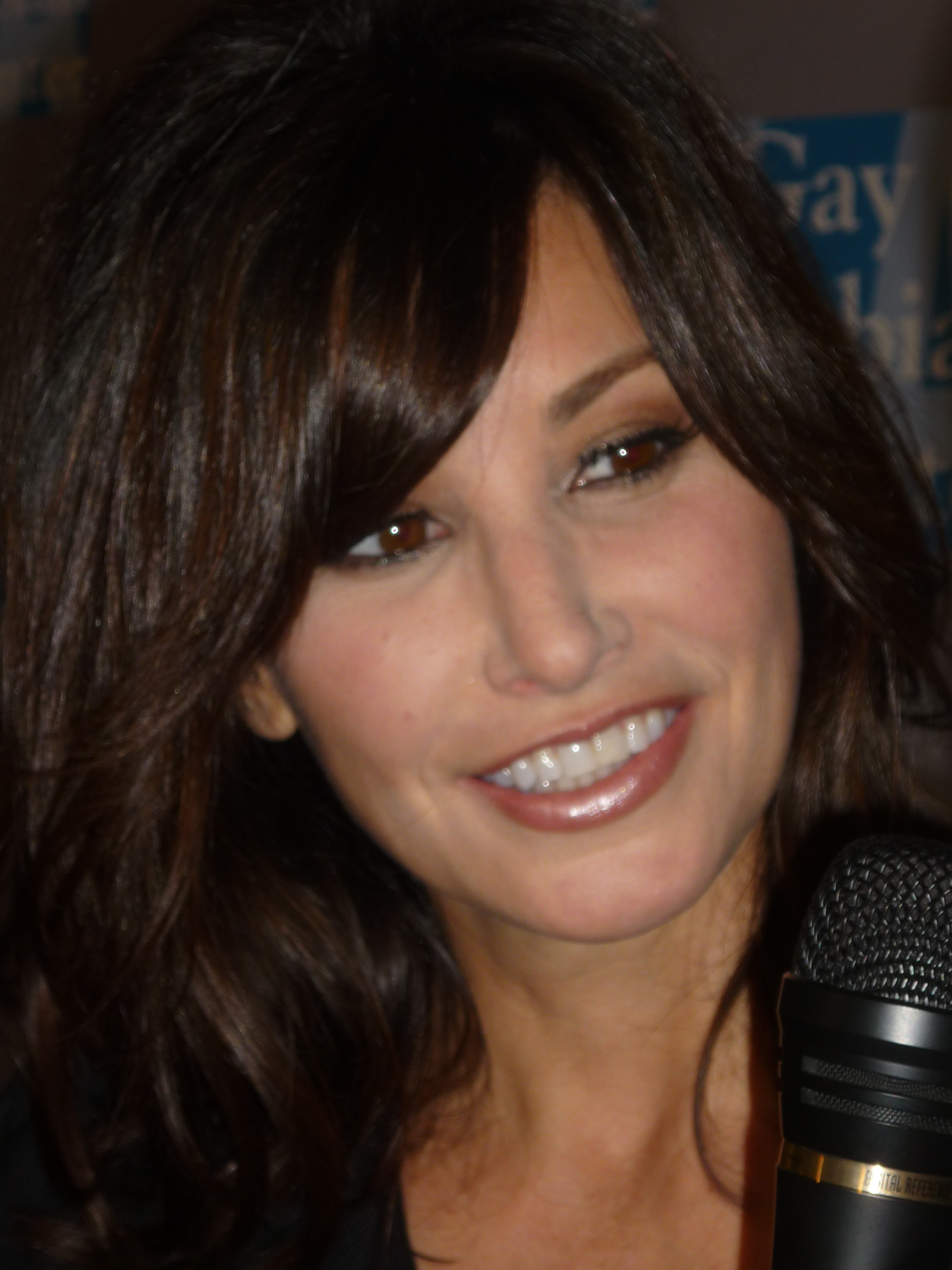
Gina Gershon v květnu 2010

### Film
- Kráska v růžovém (1986) – studentka gymnázia
- Sweet Revenge (1987) – K.C.
- Rudé horko (1988) – Cat Manzetti
- Koktejl (1988) – Coral
- Nemilosrdná spravedlnost (1991) – Patti Madano
- Hráč (1992) – Whitney Gersh
- Flinch (1994) – Daphne James
- Nejlepší z nejlepších 3 – Není cesty zpět (1995) – Margo Preston
- Showgirls (1995) – Cristal Connors
- Past (1996) – Corky
- Tváří v tvář (1997) – Sasha Hassler
- Život jako ohňostroj (1997) – Carol Lakewood Morton
- Palmetto (1998) – Nina
- Pražský duet (1998) – Dr. Lauren Graham
- Drsňák (1998) – Joey O'Hara
- Černá a bílá (1998) – Nora „Hugs“ Hugosian
- Lulu na mostě (1998) – Hannah
- Guinevere (1999) – Billie
- Insider: Muž, který věděl příliš mnoho (1999) – Helen Caperelli
- Formule! (2001) – Cathy Heguy
- Klářin portrét (2001) – Lily Warden
- Hranice šílenství (2002) – Lila Coletti
- Demonlover (2002) – Elaine Si Gibril
- Kořist rokenrolu (2003) – Jacki
- Divoká posedlost (2004) – Florence
- Vražda mimo sezonu (2004) – Eileen Phillips
- Stupeň 7: Konec světa (2005) – Judith Carr
- Dreamland (2006) – Mary
- Poslední přání (2006) – Arlene
- Nejlepší úlovek (2006) – Ginger
- What Love Is (2006) – Rachel
- Opilí slávou (2007) – Dana
- P.S. Miluji Tě (2007) – Sharon
- Pivo pro mýho koně (2008) – Cammie
- Just Business (2008) – Marty
- Love Ranch (2009)

### Televize
- The New Twilight Zone (1987) – Laura/Prince (díl: „Time and Teresa Golowitz“)
- The Days and Nights of Molly Dodd (1989) – Randy
- Sinatra (1992) – Nancy Sinatra
- Melrose Place (1993) – Ellen
- Mezi námi právníky (1998) – Angela
- Čmuchalové (1999) – Glenn Hall
- The Job (2001?) – sama sebe
- Just Shoot Me! (2002–2003) – Rhonda Ferrara (2 díly)
- Spider-Man: The New Animated Series (2003) – Shikata (hlas)
- Hvězdné hádky (2004) – Six (hlas, v 2. sérii nahrazena Carmen Electrou)
- Curb Your Enthusiasm (2004, 2007) – Anna
- Batman vítězí (2004–2008) – kočičí žena (hlas)
- Ošklivá Betty (2006–2007) – Fabia (3 díly)
- Agentura Jasno (2007) – Emilina Saffron (díl: „American Duos“)
- Rescue Me (2007) – Valerie (6 dílů)
- Numb3rs[11]
- Nahoru a dolů (2009) – (1. série, 5. epizoda)
- Everything She Ever Wanted (2009) – minisérie Lifetime Movie Network

### Divadlo – Broadway
- Cabaret (1998, nové uvedení) – Sally Bowles
- Boeing Boeing (2008, nové uvedení) – Gabriella
- Bye Bye Birdie (2009, nové uvedení) – Rose Alvarez